# 국도 제56호선
국도 제56호선 (철원 ~ 양양선, 國道第五十六號 鐵原襄陽線)은 강원특별자치도 철원군 김화읍 학사 교차로와 강원특별자치도 양양군 양양읍 청곡 교차로를 연결하는 대한민국의 일반 국도이다.

## 연혁
- 1981년 3월 14일 : 국도 제56호선 금화 ~ 양양선 신설[1]
- 1981년 4월 13일 : 국도로 승격된 철원군 금화읍 학사리 ~ 양양군 양양읍 남문리 186.6km 구간 개통[2]
- 1981년 5월 30일 : 대통령령 제10247호 일반국도노선지정령 개정에 따라 신설된 213km 구간으로 도로구역 결정[3]
- 1994년 3월 16일 : 느랏재터널(춘천군 동면 감정리 ~ 평촌리) 4.0km 구간 개통, 가락재터널(춘천군 동면 상걸리 ~ 홍천군 화촌면 풍천리) 7.5km 구간 개통, 솔치재터널(홍천군 화촌면 장평리 ~ 서석면 어론리) 2.5km 구간 개통[4]
- 1994년 7월 15일 : 화천군 사내면 사창리 ~ 철원군 서면 와수리 28km 구간, 홍천군 화촌면 구성포리 ~ 서석면 어론리 20.7km 구간 개통[5]
- 1996년 1월 12일 : 창촌 ~ 갈천간 도로(홍천군 내면 창촌리 ~ 양양군 서면 갈천리) 32.5km 구간, 갈천 ~ 양양간 도로(양양군 서면 갈천리 ~ 논화리) 27.1km 구간 개통[6]
- 1996년 7월 1일 : 기점을 '강원도 철원군 금화읍'에서 '강원도 철원군 김화읍'으로 변경함. 이에 따라 '철원 ~ 양양선'이 됨.[7]
- 2002년 8월 10일 : 오탄지구 도로 개량공사로 인해 춘천시 사북면 오탄리 480m 구간 도로구역 변경[8]
- 2004년 1월 1일 : 강원도 양양군 서면 논화리 ~ 양양읍 청곡리 8.4km 구간 확장 개통[9]
- 2005년 12월 31일 : 춘천시 동면 만천리 ~ 신북읍 천전리 7.18km, 동면 장학리 1.0km 구간 확장 개통[10]
- 2006년 2월 17일 : 춘천시 신북읍 천전리 ~ 발산리 2.5km 구간을 자동차 전용도로로 지정[11][12]
- 2010년 11월 18일 : 김화우회도로(철원군 김화읍 학사리 ~ 근남면 사곡리) 4.72km 구간 확장 개통, 기존 6.3km 구간 폐지[13]
- 2012년 1월 25일 : 춘천시 신북읍 발산리 ~ 용산리 7.6km 구간을 자동차 전용도로로 지정[14]
- 2013년 12월 31일 : 춘천 ~ 동면간 도로(춘천시 동면 장학리 소양 교차로 ~ 장학 교차로) 1.6km 구간 신설 개통[15]
- 2014년 12월 2일 : 신북 ~ 용산간 도로(춘천시 동내면 학곡리 ~ 신북읍 용산리) 구간 22.km 개통 및 기존 춘천시 관통 구간 폐지[16]
- 2022년 7월 7일 : 서석우회도로(홍천군 서석면 풍암리) 1.66km 구간 신설 개통, 기존 1.3km 구간 폐지[17]

## 주요 경유지
강원특별자치도
- 철원군 (김화읍 · 서면 · 근남면) - 화천군 (상서면 · 사내면) - 춘천시 (사북면 · 서면 · 신북읍 · 동면) - 홍천군 (화촌면 · 서석면 · 내면) - 양양군 (서면 · 양양읍)

구간 거리표 (단위 km)
철원군 13.8
화천군 22.9
춘천시 57.1
홍천군 85.4 (가락재 터널~구룡령 정상ㅡ 우리나라 국도 중 시군구 통과구간 중 5번째로 장거리 구간이며 내륙산간 구간 중 2번째 장거리 구간 횡단축 국도로는 3번째 장거리 구간이며 내륙산간 횡단구간 중 최장거리 구간에 속함 / 이 구간 통과에 2시간 정도 소요)
양양군 39.8 (구룡령 정상~ 양양 종점)

## 노선
전 구간 강원특별자치도에 위치한다. 국가지원지방도 제56호선(이하 국지도 56호선)은 대부분 구간과 중복되므로 여기에 국지도 56호선 중복 표시는 따로 하지 않는다.
- (■): 자동차 전용도로 구간

| 이름                                           | 접속 노선                                       | 소재지 | 소재지                  | 비고                            |
| ---------------------------------------------- | ----------------------------------------------- | ------ | ----------------------- | ------------------------------- |
| 학사 교차로                                    | 국도 제43호선 (생창길)                          | 철원군 | 김화읍                  | 시점                            |
| 신벌 교차로                                    | 신벌로                                          | 철원군 | 서면                    |                                 |
| 사곡 교차로                                    | 금강로                                          | 철원군 | 근남면                  |                                 |
| 신사곡 교차로                                  | 국도 제5호선 (호국로)                           | 철원군 | 근남면                  |                                 |
| 근남초등학교 육단리시외버스터미널 근남면사무소 |                                                 | 철원군 | 근남면                  |                                 |
| (이름 없음)                                    | 국가지원지방도 제56호선 (하오재로)              | 철원군 | 근남면                  |                                 |
| 수피령                                         |                                                 | 철원군 | 근남면                  | 해발 780m                       |
| 수피령                                         |                                                 | 화천군 | 상서면                  | 해발 780m                       |
| (이름 없음)                                    | 지방도 제461호선 (다파로)                       | 화천군 | 상서면                  |                                 |
| 실내고개                                       |                                                 | 화천군 | 상서면                  |                                 |
|                                                | 사내면                                          | 화천군 |                         |                                 |
| 명월교                                         | 박달로                                          | 화천군 |                         |                                 |
| 사창리공용버스터미널                           |                                                 | 화천군 |                         |                                 |
| 창암교                                         | 국도 제75호선 (사내로)                          | 화천군 |                         |                                 |
| 덕고개                                         |                                                 | 화천군 |                         |                                 |
| 송정교 동단                                    | 김수증길                                        | 화천군 |                         |                                 |
| 상구교                                         |                                                 | 춘천시 | 사북면                  |                                 |
| 지촌삼거리                                     | 국도 제5호선 (영서로)                           | 춘천시 | 사북면                  | 국도 제5호선과 중복             |
| 사북면 행정복지센터                            |                                                 | 춘천시 | 사북면                  | 국도 제5호선과 중복             |
| 말고개터널                                     |                                                 | 춘천시 | 사북면                  | 국도 제5호선과 중복 연장 637m   |
| (이름 없음)                                    | 말고개길                                        | 춘천시 | 사북면                  | 국도 제5호선과 중복             |
| 오월피암터널                                   |                                                 | 춘천시 | 사북면                  | 국도 제5호선과 중복 연장 약 40m |
| (이름 없음)                                    | 화악지암길                                      | 춘천시 | 서면                    | 국도 제5호선과 중복             |
| 납실피암터널                                   |                                                 | 춘천시 | 서면                    | 국도 제5호선과 중복 연장 약 75m |
| 오월1교                                        |                                                 | 춘천시 | 서면                    | 국도 제5호선과 중복             |
| 갈월피암터널                                   |                                                 | 춘천시 | 서면                    | 국도 제5호선과 중복 연장 약 80m |
| 춘천댐삼거리                                   | 국가지원지방도 제70호선 (서상로)                | 춘천시 | 서면                    | 국도 제5호선과 중복             |
| 춘성교                                         |                                                 | 춘천시 | 서면                    | 국도 제5호선과 중복             |
| (고탄입구)                                     | 지방도 제407호선 (춘화로)                       | 춘천시 | 신북읍                  | 국도 제5호선과 중복             |
| 용산 교차로                                    | 영서로                                          | 춘천시 | 신북읍                  | 국도 제5호선과 중복             |
| 지내 교차로                                    | 지방도 제403호선 (지내고탄로)                   | 춘천시 | 신북읍                  | 국도 제5호선과 중복             |
| 신북 교차로                                    | 국도 제46호선 (춘양로)                          | 춘천시 | 신북읍                  | 국도 제5, 46호선과 중복         |
| 천전 나들목                                    | 신샘밭로                                        | 춘천시 | 신북읍                  | 국도 제5, 46호선과 중복         |
| 소양6교                                        |                                                 | 춘천시 | 동면                    | 국도 제5, 46호선과 중복         |
| 동면 나들목                                    | 국도 제5호선 국도 제46호선 (순환대로)           | 춘천시 | 동면                    | 국도 제5, 46호선과 중복         |
| 감정삼거리                                     |                                                 | 춘천시 | 동면                    |                                 |
| 느랏재터널                                     |                                                 | 춘천시 | 동면                    | 연장 660m                       |
| 가락재터널                                     |                                                 | 춘천시 | 동면                    | 연장 590m                       |
| 가락재터널                                     |                                                 | 홍천군 | 화촌면                  | 연장 590m                       |
| 영신초등학교(폐교)                             |                                                 | 홍천군 | 화촌면                  |                                 |
| 구성포보건진료소                               |                                                 | 홍천군 | 화촌면                  |                                 |
| 안말교                                         |                                                 | 홍천군 | 화촌면                  |                                 |
| 신내사거리                                     | 홍천로                                          | 홍천군 | 화촌면                  |                                 |
| 구성포 교차로                                  | 국도 제44호선 (설악로)                          | 홍천군 | 화촌면                  |                                 |
| 대진교                                         |                                                 | 홍천군 | 화촌면                  |                                 |
| 화촌중학교 삼포초등학교                        |                                                 | 홍천군 | 화촌면                  |                                 |
| 말고개                                         |                                                 | 홍천군 | 화촌면                  |                                 |
| 조가터                                         | 지방도 제406호선 (당무로)                       | 홍천군 | 화촌면                  |                                 |
| 삼포초등학교 군평분교장(폐교)                  |                                                 | 홍천군 | 화촌면                  |                                 |
| 솔치재터널                                     |                                                 | 홍천군 | 화촌면                  | 연장 540m                       |
| 솔치재터널                                     | 서석면                                          | 홍천군 |                         | 연장 540m                       |
| 어론삼거리                                     | 지방도 제444호선 (공작산로)                     | 홍천군 | 지방도 제444호선과 중복 |                                 |
| (이름 없음)                                    | 지방도 제444호선 (행치령로)                     | 홍천군 | 지방도 제444호선과 중복 |                                 |
| 용두안2교                                      |                                                 | 홍천군 |                         |                                 |
| 서석면 체육공원                                |                                                 | 홍천군 |                         |                                 |
| 용두안1교                                      |                                                 | 홍천군 |                         |                                 |
| 풍암1 교차로                                   | 구룡령로                                        | 홍천군 |                         |                                 |
| 풍암2 교차로                                   |                                                 | 홍천군 |                         |                                 |
| 풍암3 교차로                                   | 청정로                                          | 홍천군 |                         |                                 |
| 풍암4 교차로                                   | 국도 제19호선                                   | 홍천군 |                         |                                 |
| (이름 없음)                                    | 구룡령로                                        | 홍천군 |                         |                                 |
| 삼생초등학교                                   |                                                 | 홍천군 |                         |                                 |
| 율전삼거리 율전초등학교                        | 국도 제31호선 (방내로)                          | 홍천군 | 내면                    | 국도 제31호선과 중복            |
| 상뱃재                                         |                                                 | 홍천군 | 내면                    | 국도 제31호선과 중복 해발 886m  |
| 창촌삼거리                                     | 국도 제31호선 (운두령로)                        | 홍천군 | 내면                    | 국도 제31호선과 중복            |
| 내면고등학교 내면중학교 창촌초등학교           |                                                 | 홍천군 | 내면                    |                                 |
| 창촌교                                         |                                                 | 홍천군 | 내면                    |                                 |
| 원당교 원당초등학교                            |                                                 | 홍천군 | 내면                    |                                 |
| 원당삼거리                                     | 지방도 제446호선 (내린천로)                     | 홍천군 | 내면                    |                                 |
| 광원 보건진료소                                |                                                 | 홍천군 | 내면                    |                                 |
| 광원교                                         |                                                 | 홍천군 | 내면                    |                                 |
| 명개삼거리                                     | 명개로                                          | 홍천군 | 내면                    |                                 |
| 구룡령                                         |                                                 | 홍천군 | 내면                    | 해발 1013m                      |
| 구룡령                                         |                                                 | 양양군 | 서면                    | 해발 1013m                      |
| 갈천교                                         |                                                 | 양양군 | 서면                    |                                 |
| 서림삼거리                                     | 지방도 제418호선 (조침령로)                     | 양양군 | 서면                    |                                 |
| 상평초등학교 현서분교장                        |                                                 | 양양군 | 서면                    |                                 |
| 서양양 나들목                                  | 60호선 서울양양고속도로                         | 양양군 | 서면                    |                                 |
| 영덕사거리                                     | 산잇골길                                        | 양양군 | 서면                    |                                 |
| 상평초등학교 공수전분교장                      |                                                 | 양양군 | 서면                    |                                 |
| 논화 교차로                                    | 국도 제44호선 (설악로)                          | 양양군 | 서면                    | 국도 제44호선과 중복            |
| 상평 교차로                                    | 곰밭길                                          | 양양군 | 서면                    | 국도 제44호선과 중복            |
| 양양 나들목                                    | 60호선 서울양양고속도로 65호선 동해고속도로     | 양양군 | 서면                    | 국도 제44호선과 중복            |
| 임천 교차로                                    | 거마천로 임천길 양양로                          | 양양군 | 양양읍                  | 국도 제44호선과 중복            |
| 구교 교차로                                    | 북문길 한고개길                                 | 양양군 | 양양읍                  | 국도 제44호선과 중복            |
| 청곡 교차로                                    | 국도 제7호선 국가지원지방도 제56호선 (동해대로) | 양양군 | 양양읍                  | 국도 제44호선과 중복            |

- 기존 구간 (2014년 이전 노선) : 용산 교차로 - 신동삼거리 - 신동초등학교 - 인형극장사거리 - 육림랜드 - 춘천농공고등학교 - 교육청사거리 - 강원특별자치도교육청 - 소양중학교 - 우두사거리 - 소양3교 - 안말사거리 - 한림성민대학교 - 장학 교차로 - 동면 나들목

## 도로명
강원특별자치도
- 철원군 김화읍 학사 교차로 ~ 근남면 신사곡 교차로 : 호국로
- 철원군 근남면 신사곡 교차로 ~ 육단리 : 하오재로
- 철원군 근남면 육단리 ~ 화천군 사내면 문화교 : 수피령로
- 화천군 사내면 문화교 ~ 춘천시 사북면 지촌삼거리 : 사내천로
- 춘천시 사북면 지촌삼거리 ~ 신북읍 용산 교차로 : 영서로
- 춘천시 신북읍 용산 교차로 ~ 동면 동면 나들목 : 순환대로
- 춘천시 동면 동면 나들목 ~ 홍천군 화촌면 신내사거리 : 가락재로
- 홍천군 화촌면 신내사거리 ~ 양양군 서면 논화 교차로 : 구룡령로
- 양양군 서면 논화 교차로 ~ 양양읍 청곡 교차로 : 설악로

## 자동차 전용도로 구간
아래 구간은 국토교통부에서 지정한 자동차 전용도로 구간이므로 보행자, 자전거 등은 통행할 수 없다. 이륜자동차 (모터사이클 혹은 오토바이)는 긴급자동차 (싸이카 및 소방용 모터사이클 등)에 한해 통행이 가능하며, 그 밖의 이륜자동차와 경운기, 우마차, 트랙터, 손수레는 통행할 수 없다.
| 도로명   | 시점                                             | 종점                                             | 총연장 (km) | 차로수 | 지정일          |
| -------- | ------------------------------------------------ | ------------------------------------------------ | ----------- | ------ | --------------- |
| 순환대로 | 강원특별자치도 춘천시 신북읍 천전리(천전 나들목) | 강원특별자치도 춘천시 신북읍 발산리(신북 나들목) | 2.5         | 4      | 2006년 2월 17일 |
| 순환대로 | 강원특별자치도 춘천시 신북읍 발산리(신북 나들목) | 강원특별자치도 춘천시 신북읍 용산리(용산 나들목) | 7.6         | 4      | 2012년 1월 17일 |

## 같이 보기
- 국가지원지방도 제56호선 - 경기도 김포시에서 시작하여 강원특별자치도 인제군까지 이어짐.